# Episodi di Soko 5113 (ventinovesima stagione)
La ventinovesima stagione della serie televisiva Soko 5113 è stata trasmessa in anteprima in Germania dalla ZDF tra il 30 dicembre 2005 e il 20 marzo 2006.
| nº | Titolo originale           | Titolo italiano | Prima TV Germania | Prima TV Italia |
| -- | -------------------------- | --------------- | ----------------- | --------------- |
| 1  | Kapstadt sehen und sterben |                 | 30 dicembre 2005  |                 |
| 2  | Gegen die Zeit             |                 | 2 gennaio 2006    |                 |
| 3  | Aus Verzweiflung           |                 | 9 gennaio 2006    |                 |
| 4  | Comeback                   |                 | 16 gennaio 2006   |                 |
| 5  | Applaus für einen Toten    |                 | 23 gennaio 2006   |                 |
| 6  | Du sollst nicht töten      |                 | 30 gennaio 2006   |                 |
| 7  | Weißwürste für Romeo       |                 | 6 febbraio 2006   |                 |
| 8  | Ein besseres Leben         |                 | 13 febbraio 2006  |                 |
| 9  | Das kleine Biest           |                 | 20 febbraio 2006  |                 |
| 10 | Drei                       |                 | 27 febbraio 2006  |                 |
| 11 | Schwarze Sonne             |                 | 6 marzo 2006      |                 |
| 12 | Wehrlos                    |                 | 13 marzo 2006     |                 |
| 13 | Der Tod unter dem Maibaum  |                 | 20 marzo 2006     |                 |